# Austrolimnophila (Austrolimnophila) punctipennis
Austrolimnophila (Austrolimnophila) punctipennis is een tweevleugelige uit de familie steltmuggen (Limoniidae). De soort komt voor in het Neotropisch gebied.